# Longgang (Shenzhen)
| Longgang - 龙岗区                           | Longgang - 龙岗区       |
| ------------------------------------------- | ----------------------- |
| Bahnhof Caopu (草埔站) in Longgang, 2012    |                         |
|                                             |                         |
| Lage von Longgang (orangebraun) in Shenzhen |                         |
| Basisdaten                                  |                         |
| Einwohnerzahlen:                            | 3.979.037 (Zensus 2020) |
| Dichte:                                     | 10.260 Ew./km²          |
| Fläche:                                     | 387,8 km²               |
| Telefonvorwahl:                             | +86(0)755               |
| PLZ:                                        | 518116                  |
| Website                                     | www.lg.gov.cn           |

Longgang (chinesisch 龍崗區 / 龙岗区, Pinyin Lónggǎng qū) ist nach Bao’an der zweitgrößte der zehn Stadtbezirke der chinesischen Stadt Shenzhen. Der Bezirk liegt im Nordosten der Stadt neben den Bezirken Bao’an, Luohu und Yantian.
Da generell sehr viele Wanderarbeiter in dem Bezirk und auch in den anderen Teilen von Shenzhen leben, konnte bis zur Volkszählung 2010, die diese mit erfasste, die Einwohnerzahl nur sehr ungenau angegeben werden. Die offizielle Zahl für 2003 betrug 250.000 Personen mit Hauptwohnsitz in Longgang.
Im Stadtbezirk Longgang befinden sich auch die weltweit größten Kopierwerkstätten für Ölgemälde, das Künstlerdorf Dafen.

## Administrative Gliederung
Auf Gemeindeebene setzt sich Longgang aus elf Straßenvierteln zusammen:
- Straßenviertel Bantian (坂田街道);
- Straßenviertel Baolong (宝龙街道);
- Straßenviertel Buji (布吉街道);
- Straßenviertel Henggang (横岗街道);
- Straßenviertel Jihua (吉华街道);
- Straßenviertel Longcheng (龙城街道);
- Straßenviertel Longgang (龙岗街道);
- Straßenviertel Nanwan (南湾街道);
- Straßenviertel Pingdi (坪地街道).
- Straßenviertel Pinghu (平湖街道);
- Straßenviertel Yuanshan (圆山街道);

## Öffentlicher Nahverkehr
Der Stadtbezirk Longgang wird von den Linien 3, 5, 10 und 14 der Shenzhen Metro bedient.